# William H. Crane
William H. Crane, född 30 april 1845 i Leicester, Massachusetts, död 7 mars 1928 i Hollywood, Kalifornien, var en amerikansk skådespelare.
Crane ligger begravd på Hollywood Forever Cemetery.

## Filmografi
- 1915 – David Harum
- 1920 – Busters börskupp
- 1923 – Souls for Sale
- 1923 – Three Wise Fools
- 1924 – True As Steel
- 1924 – So This Is Marriage?